# Žitna rakija
Žitna rakija je jako alkoholno piće. Proizvodi ju se isključivo destilacijom fermentirane žitne kaše cijelih zrna žitarica koje zadržava senzorska svojstva uporabljene sirovine. U Republici Hrvatskoj alkoholna jakost žitne rakije koja se stavlja na tržište kao gotov proizvod mora biti najmanje 35% vol., uz iznimku žitne rakije »Korn«. Ne smije se dodavati razrijeđeni ni nerazrijeđenog alkohola, ni etilni alkohola poljoprivrednog podrijetla ni destilat poljoprivrednoga podrijetla. Ne smije ju se aromatizirati. Jedino što smije sadržavati je dodani karamel kao sredstvo za prilagodbu boje. Dopušteno je označiti žitnu rakiju kao žitni brandy, ako je destilirana na manje od 95% vol. alkohola iz fermentirane žitne kaše iz cijelih zrna žitarica sa senzorskim svojstvima iz uporabljenih sirovina.